# سنز ریوال
سنز ریوال (انگلیسی: Sans rival) یک نوع کیک دسر فیلیپینی است که از لایه‌های کرم کره، مرنگ و بادام هندی تشکیل می‌شود. نام این کیک منشأ فرانسوی دارد و معنای آن «بدون رقیب» است. روی کیک ممکن است با نوعی آجیل مانند پسته تزیین شود. این کیک به عنوان منشأ داکواز شناخته می‌شود.